# 3194 Дорсі
3194 Дорсі (3194 Dorsey) — астероїд головного поясу, відкритий 27 травня 1982 року.
Тіссеранів параметр щодо Юпітера — 3,215.